# Florian Henckel von Donnersmarck
Florian Henckel von Donnersmarck, född 2 maj 1973 i Köln, Västtyskland, är en tysk filmregissör och manusförfattare. 
Han uppmärksammades internationellt och vann flera priser, bland annat en BAFTA Award, för filmen De andras liv (2005).

## Filmografi
- 1997 – Mitternacht
- 1998 – Das Datum
- 1999 – Dobermann
- 2002 – Der Templer
- 2003 – Petits mythes urbains
- 2005 – De andras liv
- 2010 – The Tourist
- 2018 – Werk ohne Autor (internationell titel Never Look Away)